# Ethiopiques
Éthiopiques é uma série de CDs com cantores e músicos etíopes. Muitos dos CDs compilam músicas de vários singles e álbuns lançados durante as décadas de 1960 e 1970 na Etiópia. Cantores e músicos proeminentes desta época que aparecem nos lançamentos do Éthiopique incluem Alemayehu Eshete, Asnaketch Worku, Mahmoud Ahmed, Mulatu Astatke e Tilahun Gessesse. No entanto, alguns outros lançamentos contêm novas gravações.

## Visão geral
A gravadora de música mundial Buda Musique, com sede em Paris, iniciou a série Éthiopiques em 1997 e inicialmente compilou lançamentos de música popular etíope das décadas de 1960 e 1970. Alguns dos CDs subsequentes concentram-se na música tradicional, enquanto outros destacam músicos individuais ou estilos específicos. Em 2017, houve 30 lançamentos. Nenhum dos CDs apresenta música pop etíope baseada em sintetizadores modernos. Francis Falceto é o produtor da série.
Algumas músicas do Éthiopiques Volume 4 foram apresentadas no filme de Jim Jarmusch, Broken Flowers.